# Donerail
Donerail, född 1910, död efter 1918, var ett engelskt fullblod, mest känd för att ha varit den största skrällen i Kentucky Derbys historia som segrat i loppet. Vinnaroddset för Donerail var skyhöga 91–1, och han betalade ut 184.90 dollar på en satsning på 2 dollar.

## Bakgrund
Donerail var en brun hingst efter McGee och under Algie M (efter Hanover). Han föddes upp, tränades och ägdes av Thomas P. Hayes nära Lexington i Kentucky. Han reds oftast av Roscoe Goose.
Donerail sprang in 15 156 dollar på 62 starter, varav 10 segrar, 11 andraplatser och 10 tredjeplatser. Han tog karriärens största seger i Kentucky Derby (1913). Han segrade även i Canadian Sportsmen's Handicap (1913) och Hamilton Cup (1914).

### Kentucky Derby
I 1913 års upplaga av Kentucky Derby hade flera olika hästar ledningen under löpet, bland annat Ten Point. Roscoe Goose höll Donerail borta från ledningen, för att försöka hålla nere farten. När hästarna svängde in på upploppet ledde Ten Point fortfarande, men Donerail korsade mållinjen en halv längd före Ten Point, och satte banrekord med tiden 2:04 4/5. Donerails seger var den största skrällen i Kentucky Derbys historia, ett rekord som fortfarande hålls till denna dag, med vinnaroddset på 91-1.

### Fortsatt karriär
Det är inte känt när Donerail dog, eller vad som blev av honom efter att hans tävlingskarriär avslutats. Donerail avslutade tävlingskarriären 1917 och stod en kort tid uppstallad som avelshingst i Lexington. I december 1917 donerade Hayes Donerail till Remount Service för användning som avelshingst till kavallerihästar. Han kastrerades sedan och såldes till John E. Madden, och gjorde en mycket kort comeback.